# Sacrificio di Isacco (Alessandro Allori)
Il dipinto Sacrificio di Isacco è opera di Alessandro Allori, che talvolta si firmava Il Bronzino (da Agnolo Bronzino che è stato il suo maestro). Questa opera si conserva agli Uffizi.

## Storia e descrizione
Alessandro Allori aveva già trattato questo stesso soggetto, nel 1583, in una pala dipinta per la Chiesa di San Niccolò Oltrarno, a Firenze. Questo è un dipinto, realizzato in tarda età, che custodisce l'eredità di Agnolo Bronzino; ma che si ispira anche a pittori fiamminghi, in particolare nell'articolazione dell'ampio paesaggio e nella cura dei particolari appartenenti al mondo vegetale - tronchi, foglie, erba, steli - presi da una tavolozza di verdi e di bruni, ora brillanti, ora scuri. 
In perfetta osservanza con i dettami della Controriforma, Alessandro Allori ha qui descritto minutamente l'episodio biblico, narrandone in successione i vari episodi, partendo da sinistra verso destra, in un crescendo di gruppi di figure che si muovono verso l'alto.
L'opera è così firmata e datata, con un tocco di modestia: A.D. MDCI ALESSANDRO BRONZINO ALLORI CH'ALTRO DILETTO CH'IMPARAR NON PROVA.